# 木太
木太（きた）は、香川県高松市東部にある一地区で、高松市役所木太出張所の管内。木太町1町からなる。かつては全域が「木田郡木太村」（きたそん）として存在し、1940年2月11日に高松市に編入された。
地区の中心駅であることでん林道駅周辺地区は高松市周辺に8つある地域拠点の一つを形成している。地区の性格は高松市中心部に隣接したベッドタウンである。

## 地理
地区は高松市東部に位置し、旧国道11号や長尾街道などを通して高松市中心部に隣接した南北に細長い地区である。人口は2010年時点で3万1841人（男1万5376人/女1万6465人）、世帯数は1万3554世帯で、平成の大合併以後も本庁地区を除く高松市内の地区で人口・世帯数ともに太田地区に次いで第2位である。面積は5.82km2、人口密度は1平方キロメートルあたり5511.86人。面積は高松市内の地区では平均的であるが、人口密度はやはり本庁地区を除く高松市内の地区の中で第2位である。高松市中心部の外縁に位置し、連続した市街地を有する。

### 地形
全域が高松平野の一部で、地区の東に春日川、中部に詰田川と宮川が流れる他、北端の河口部ではちょうど御坊川、詰田川、春日川、新川が合流している。そのほかにも小さな川や用水路なども存在している。
- 山：なし
- 川：春日川、詰田川、宮川
- 湖沼：大池、小池、亀池

### 土地利用
地区は南北に細長く面積も広いため、場所ごとにまったく用途が異なる。北部では江戸時代から東西に高松五街道の一つである志度街道（旧国道11号、現・香川県道155号牟礼中新線）が横切り、沿線は古い近隣商業地域で、またそれより北部は塩田を埋め立てて出来た準工業地域である。中部と南部では同じく高松五街道の一つ長尾街道が通り、その沿線もまた古い近隣商業地帯である。それらの沿線以外は高松市のベッドタウンとしての住宅密集地であったり、農業地帯が残っていたりもする。しかし20世紀末頃から高松市中心部のドーナツ化現象により農村地帯は住宅地へと変化する傾向がある。

### 区
|     | 北                                  |    |
| 西  | 5区 4区 6区 3区 7区 2区 8区 1区 9区 | 東 |
|     | 南                                  |    |
|     | 5区                                 |    |
| 4区 | 6区                                 |    |
| 3区 | 7区                                 |    |
| 2区 | 8区                                 |    |
| 1区 | 9区                                 |    |

高松市編入以前、もともとこの地域にあった木田郡木太村には編入後の町名に引き継がれるはずの大字が無かったため、高松市編入後は全域が1つの町「木太町」として設定された。ただ、それでは一つの町としての面積が広くなったため、町内を9つの数字を冠した「区」に分け、まとまりの単位として広い町内を感覚的に示す方法として利用されるようになった。この方法は広く普及し、国勢調査の小地域統計でも木太町の部分は区単位で公表されている。
区割りは南西部を1区とし、時計回りに9区まで分けられている。左記の図のように、南北に細長い木太町を詰田川及び宮川を中心としてさらに二分し、その中を道路や鉄道敷を基準として西側に1〜4区、東側に5〜9区が区画されている。この区分けの特徴として、特に南部では1区と9区のように若い番号と大きな番号の区が隣接しており、番号の大小が区同士の距離と同質とはならない。

しかし、あくまでまとまりを示すため便宜的に付けられた区であり、地名や行政上の町名とは無関係である。そのため、一部の公文書類作成・手続きでは住所に区をつけることが認められない場合がある。また、慣習としても住所を表記するときに区を付けることは稀で、地番も木太町全域で全て連番になっているため区を冠する必然性も無いが、大まかな場所を感覚的に示す必要がある場合（店舗などが不特定多数の利用者に所在地を示すなど）にあえて表記する場合がある。地図上の表記に関しても、縮尺の大きい道路地図などには区分けが載っていない（木太町一町で一括りになっている）場合が多い。

### 人口
| \| 2002年（平成14年） \| 31,047人 \| \| \| 2003年（平成15年） \| 31,307人 \| \| \| 2004年（平成16年） \| 31,462人 \| \| \| 2005年（平成17年） \| 31,573人 \| \| \| 2006年（平成18年） \| 31,744人 \| \| \| 2007年（平成19年） \| 31,866人 \| \| \| 2008年（平成20年） \| 31,821人 \| \| \| 2009年（平成21年） \| 31,944人 \| \| \| 2010年（平成22年） \| 31,841人 \| \| |          |  |
| 高松市 / 登録人口（10月1日時点） |          |  |
| 2002年（平成14年） | 31,047人 |  |
| 2003年（平成15年） | 31,307人 |  |
| 2004年（平成16年） | 31,462人 |  |
| 2005年（平成17年） | 31,573人 |  |
| 2006年（平成18年） | 31,744人 |  |
| 2007年（平成19年） | 31,866人 |  |
| 2008年（平成20年） | 31,821人 |  |
| 2009年（平成21年） | 31,944人 |  |
| 2010年（平成22年） | 31,841人 |  |

### 高松市木太出張所管内
- 木太町 760-0080

## 歴史
木太地区の名前の由来はこの地区が高松市に編入される前「木太村」であったことによる。その木太村の名前は村の神社にかつて大木があり、木大から転じたという説がある。また、木太村が属していた「木田郡」は同音の発音だが、こちらは三木郡と山田郡が合併して出来た合成地名であるため、成立過程において木太の地名との直接の関係は無い。

### 年表
高松市編入以前は「木太村」を参照
- 1940年（昭和15年）2月11日 - 木田郡木太村が高松市に合併（高松市第4次合併）。
  - 旧村名に因んだ木太町の1町を設置。
  - 木太尋常小学校が高松市立木太尋常小学校に改称。
- 1950年（昭和25年）2月1日 - 高松市立木太中学校（旧）と高松市立花園中学校が統合され、2年後の1952年3月11日に校名を高松市立玉藻中学校に決定し、命名式挙行。
- 1954年（昭和29年）8月1日 - ことでん長尾線林道駅が再開業。これに伴い木太西口駅廃止。
- 1956年（昭和31年）9月30日 - 高松市第5次合併に伴う市域拡大により「木太出張所」開所。高松市木太地区成立。
- 1969年（昭和44年）12月25日 - 国道11号高松北バイパス（現・国道11号本線）高松町 - 亀井町開通。そのうち木太地区の部分は春日川～詰田川西。
- 1974年（昭和49年）4月1日 - 高松市立中央小学校開校。太田、木太、栗林の各小学校から校区分割、306人編入。
- 1977年（昭和52年）4月1日 - 高松市立木太南小学校開校。木太小学校から校区分割。
- 1986年（昭和61年）4月1日 - 高松市立木太中学校（新）開校。桜町、玉藻の各中学校から校区分割。
- 1986年（昭和61年）11月1日 - 国鉄（現・JR）木太町駅開業。
- 1987年（昭和62年）2月20日 - 太田第2土地区画整理事業開始。
- 1990年（平成2年）4月1日 - 高松市立木太北部小学校開校。木太小学校から校区分割。
- 2009年（平成21年）3月29日 - 太田第2土地区画整理事業の道路整備が完成し、竣工式が行われる。

## 経済
高松市の平均と比較して第一次産業従事者（-2.7%）の割合が低く、第三次産業従事者（+2.8%）の割合が高いが、第二次産業従事者（-0.1%）の割合は平均的である。

### 第一次産業
- 就業者数：124人、構成比：0.8%（2005年国勢調査）[5]

地区内には宅地の間を縫うように農地が存在し、主に稲作を中心とした農業が行われている。
- 米

### 第二次産業
- 就業者数：2865人、構成比：19.3%（2005年国勢調査）[5]

地区の北部にあたる県道155号牟礼中新線（旧国道11号）以北が準工業地域となっており、食品や印刷など市場指向型、軽工業系の工場などが位置している。

### 第三次産業
- 就業者数：1万1863人、構成比：79.9%（2005年国勢調査）[5]

主な商業施設
- マルヨシセンター木太店
- マルナカ木太店・春日店
- 生活協同組合コープかがわコープ中央インター

主な企業
- 高松国際ホテル
- 高松パブリックゴルフコース
- 木谷仏壇高松本店
- 百十四銀行木太支店
- 香川銀行東支店・木太支店
- 高松信用金庫木太支店
- ネッツトヨタ香川本社
- はなまるうどん木太店（創業店舗）・高松中央インター店

## 教育
地区内には木太、木太南、木太北部の三つの小学校と、木太中学校がある。また、中央小学校は地区外に存在するが、校区が木太地区にかかっている。地区内の南西部には木太中学校が存在し、それ以外の地域は本庁地区にある玉藻中学校の校区である。
小学校・中学校
太字の校名は地区内に位置する学校。
- 高松市立木太小学校
- 高松市立中央小学校
- 高松市立木太南小学校
- 高松市立木太北部小学校
- 高松市立玉藻中学校
- 高松市立木太中学校

| 小学校         | 中学校     | 校区 |
| -------------- | ---------- | --- |
| 木太小学校     | 玉藻中学校 | 木太町（中央・木太南・木太北部小学校区を除く） |
| 木太北部小学校 | 玉藻中学校 | 木太町2018番地～2839番地1、2841番地、2846番地～2848番地、2849番地1、6～8、13、2856番地1、2858番地2、3058番地2～8、3058番地10～3063番地1、3063番地3～3064番地1、3～7、3064番地10～3065番地1、3078番地～3092番地1、3～22、3092番地29～3181番地、3186番地～3294番地、3302番地、3393番地～3400番地、3402番地～3404番地21、4542番地～4588番地、4617番地1、4617番地3～4618番地1、4618番地3～4646番地 |
| 中央小学校     | 木太中学校 | 今里町二丁目、松縄町、伏石町2078番地～2086番地、2091番地～2107番地、2113番地～2123番地、2128番地～2180番地、木太町5004番地～5116番地 |
| 木太南小学校   | 木太中学校 | 木太町357番地1、360番地、361番地2、365番地2、9、410番地1、411番地～416番地6、419番地、420番地1、2、421番地1、424番地～430番地、435番地～490番地1、492番地4、493番地～496番地、497番地5、10、498番地1、8～11、13、499番地～501番地1、3、5、8、502番地～882番地、993番地～1002番地、1003番地3、1011番地～1013番地、1014番地3、1047番地3～5、1048番地～1539番地1、1539番地5～1608番地1、1609番地1、4、6、7、1609番地9～11、1610番地3、1612番地～1618番地1、1627番地3、1628番地1、3、1629番地1、4、1632番地1、1633番地3、1634番地3、1671番地1、7、1683番地1、5～7、9、1684番地3、1685番地、1686番地～1688番地1、1688番地8、9、1689番地1、1690番地1、4、1696番地1、1697番地1、3、4、1699番地～1769番地、1770番地3、1772番地、1774番地1、4～17、1775番地1、4、6～8、10～14、16～23、25、1776番地～1809番地3、1810番地1、1811番地3、1814番地1、5、6、8、9、1815番地1、4～6、9～11、916番地3、5、3918番地1、5、3919番地～3920番地1、3921番地、3922番地1～4、3923番地2、3、3924番地1～15、3925番地1、3926番地4、3927番地～3929番地1、3930番地3、3931番地3、3932番地、3933番地1、4～13、3935番地3、9～19、3936番地3、3939番地3～5、3940番地1、2、3941番地～3969番地2、3970番地、3971番地、3981番地～4498番地、5001番地～5003番地 |

幼稚園・保育所
- 市立木太幼稚園
- 市立木太北部幼稚園
- 市立木太保育所
- 私立こぶし中央保育園
- 私立さくらんぼ保育園

## 行政
この地区は1940年以降高松市の一部であるため地区単独での自治権はもたない。この地区の行政サービスの中心としては高松市木太出張所があり各種住民サービスに対応している。またそこは公民館も兼ねていて木太コミュニティセンターとして地域交流・生涯学習の中心となっている。その他、地区内には小学校区ごとに木太南コミュニティセンター、木太北部コミュニティセンターも存在する。地区内に消防署などは無く、隣りの古高松地区にある高松市東消防署の管内となる。
主な行政施設
- 高松市木太出張所
- 高松北警察署木太町交番
- 高松市環境業務センター

## 生活
公共施設
| - 木太コミュニティセンター（公民館） - 木太南コミュニティセンター（公民館） - 木太北部コミュニティセンター（公民館） - 高松木太町郵便局 - 高松木太西郵便局 | - 洲端公園 - 洲端第2公園 - 木太北部公園 - 木太新開公園 | - 下西原公園 - 木太宮前公園 - 平塚公園 - 木太海浜緑地 |

医療機関
| - あおぞら歯科クリニック - 秋山内科医院 - 阿部歯科医院 - 石井耳鼻咽喉科 - 石井皮膚科医院 - いとうクリニック - 井下歯科医院 - 太田耳鼻咽喉科医院 - 木太デンタルクリニック - 木太三宅病院 - 北村外科医院 - 北村皮膚科医院 | - 木村歯科医院 - きゅうか内科クリニック - クロベクリニック - 島田歯科医院 - 耳鼻咽喉科吉田医院 - 整形外科徳野医院 - 高畠医院 - 高畠小児科医院 - 高松協同病院 - 多田歯科医院 - 新田外科整形外科 - のざき内科循環器科クリニック | - はたぞえ内科医院 - 平井眼科医院 - フレンズ歯科クリニック - 松井歯科医院 - 松之内歯科医院 - 水谷内科クリニック - 村井歯科医院 - 横井内科医院 - 吉村整形外科醫院 - 和田産婦人科医院 |

※50音順

## 交通

### 道路
地区を東西に貫く幹線道路としては北部に香川県道155号牟礼中新線、さらに北側の地区北端部分には国道11号、中部には長尾街道や高松市道室町新田線、南部には高松市道木太鬼無線がある。また南北の幹線道路としては香川県道43号中徳三谷高松線があり、高松自動車道高松中央ICと高松市中心部を結んでいる。
ただ、それら幹線道路は主に地区内を東西に通過しており、南北に細長いこの地区を縦貫する道路は県道43号中徳三谷高松線1本のみである。最後まで未開通であった長尾街道以北、札場東交差点-洲端東交差点間の区間は、香川県道155号牟礼中新線の洲端東交差点 - 多賀橋南交差点の4車線化とともに2011年2月2日に開通した。
国道
- 国道11号（高松北バイパスとして整備されたが、現在はこちらが本線）

主要地方道
- 香川県道10号高松長尾大内線別線（長尾街道）
- 香川県道272号高松志度線（高松市道室町新田線と重複）
- 香川県道43号中徳三谷高松線

その他県道
- 香川県道155号牟礼中新線（旧国道11号）

市道
- 高松市道室町新田線
- 高松市道木太鬼無線

### 鉄道
中心駅は地区最多の乗降客数があることでん林道駅であるが、この地区は南北に広いため各場所によって最寄り駅が異なる。北部ではJR木太町駅やことでん春日川駅、中部ではことでん林道駅の他は木太東口駅が利用可能である。また、南部には鉄道駅が存在しないが、西寄りの場所では木太東口駅や隣りの川添地区元山町にあることでん元山駅が利用可能である。
ことでん
- 長尾線：林道駅・木太東口駅
- 志度線：春日川駅

JR
- 高徳線：木太町駅

### バス
全線がJR高松駅発ことでん瓦町駅経由で、地区内では庵治線、浦生線、高松医療センター・大学病院線が同じ香川県道155号牟礼中新線（旧国道11号）を路線とし、サンメッセ・川島・西植田線が長尾街道（香川県道43号中徳三谷高松線・香川県道10号高松長尾大内線）を下った後、林道（旧空港通り）を南下するルートを路線としている。
ことでんバス
庵治線：国際ホテル前 - 詰田川 - 木太町
浦生線：国際ホテル前 - 詰田川 - 木太町
高松医療センター・大学病院線：国際ホテル前 - 詰田川 - 木太町
サンメッセ・川島・西植田線：仮屋 - 札場 - 八坂前 - 宮前公民館前 - 大池

## メディア

### 放送
ケーブルテレビ
- ケーブルメディア四国（高松ケーブルテレビ）

地上波テレビ放送
基本的に高松市東部古高松地区の前田山にある高松局を受信する。そのほか、古い建物などでは岡山県玉野市の金甲山にある岡山局を受信している世帯もあるが、それらの世帯でもほとんどは加えて高松局も受信している。高松局を受信する場合はアナログ放送でもUHFアンテナ1本で全チャンネルが受信できるが、アナログ放送において岡山局を受信する場合はUHFアンテナとVHFアンテナの2本が必要だった。なお、デジタル放送は全てUHFアンテナ1本で済む。
| 局名                 | 局名                 | NHK高松 | NHK高松 | NHK岡山 | NHK岡山 | RNC  | KSB  | RSK  | OHK  | TSC  | 出力            | 偏波面 | 送信 場所 |
| 局名                 | 局名                 | 総合    | 教育    | 総合    | 教育    | RNC  | KSB  | RSK  | OHK  | TSC  | 出力            | 偏波面 | 送信 場所 |
| デジタルリモコン番号 | デジタルリモコン番号 | 1ch     | 2ch     | 1ch     | 2ch     | 4ch  | 5ch  | 6ch  | 8ch  | 7ch  | 出力            | 偏波面 | 送信 場所 |
| -------------------- | -------------------- | ------- | ------- | ------- | ------- | ---- | ---- | ---- | ---- | ---- | --------------- | ------ | --------- |
| 高松                 | デジタル             | 24ch    | 13ch    | -       | -       | 15ch | 17ch | 21ch | 27ch | 18ch | NHK1kW/民放500W | 水平   | 前田山    |
| 高松                 | アナログ             | 37ch    | 39ch    | -       | -       | 41ch | 33ch | 29ch | 31ch | 19ch | NHK10kW/民放5kW | 水平   | 前田山    |
| 岡山 (北讃岐)        | デジタル             | (24ch)  | (13ch)  | 32ch    | 45ch    | 20ch | 30ch | 21ch | 27ch | 18ch | 2kW(200W)       | 水平   | 金甲山    |
| 岡山 (北讃岐)        | アナログ             | -       | -       | 5ch     | 3ch     | 9ch  | 25ch | 11ch | 35ch | 23ch | V10kW/U20kW     | 水平   | 金甲山    |

地区内では西日本放送ラジオが送信所（RNC高松ラジオ送信所）を置いて親局・高松局として高松都市圏一帯にAMラジオ放送の電波を発射している。なお、同じAMラジオのNHK第一、第二放送は太田地区の松縄町に送信所（NHK松縄ラジオ放送所）を置いて放送している。これらの影響で周波数が近いABC・RSKは地区内に受信困難もしくは受信不能な場所がある。
| AMラジオ放送 - NHK高松第1放送：1368kHz（高松局 出力5kW） - NHK高松第2放送：1035kHz（高松局 出力1kW） - 西日本放送ラジオ：1449kHz（高松局 出力5kW） | FMラジオ放送 - NHK高松FM放送：86.0MHz（高松局 出力1kW） - FM香川：78.6MHz（高松局 出力1kW） - FM高松：81.5kHz（コミュニティ放送 出力20W） |

県外波
| - NHK岡山第1放送：603kHz（岡山局 出力5kW） - NHK岡山第2放送：1386kHz（岡山局 出力5kW） - RSKラジオ：1494kHz（岡山局 出力10kW） - NHK大阪第1放送：666kHz（大阪局 出力100kW） - NHK大阪第2放送：828kHz（大阪局 出力300kW） - MBSラジオ：1179kHz（大阪局 出力50kW） - 朝日放送ラジオ：1008kHz（大阪局 出力50kW） - ラジオ大阪：1314kHz（大阪局 出力50kW） | - NHK岡山FM放送：88.7MHz（岡山局 出力1kW） - FM岡山：76.8MHz（岡山局 出力1kW） |

## 名所・旧跡・観光・レジャー
- 大池遺跡

地区内に主だった観光施設や名所などは無い。